# Sandrine Fricot
Pour les articles homonymes, voir Fricot.
Sandrine Fricot est une athlète française, née le 4 juin 1968 à Épinal. Sa spécialité est le saut en hauteur.
Elle a été licenciée aux clubs suivants : SR Saint-Dié (1989-1992), RC Strasbourg (1993-1996), Saint-Dié-des-Vosges (1997), EUS Fronton.
Entraînée par l'ancien perchiste belge Élie van Vlierberghe, elle était coéquipière de la Slovaque Jana Brenkusová qui l'a devancée aux championnats de France d'athlétisme 1991.
Elle a remporté le championnat de France de la spécialité à deux reprises, en 1992 avec un saut à 1,93 m et en 1994 avec un saut à 1,92 m.
Représentant la France aux Jeux olympiques d'été de 1992, elle ne s'est cependant pas qualifiée pour la finale malgré un saut de 1,90 m.
Elle est devenue professeur de sport à la Maison Familiale Rurale de Saint-Dié et puis elle a changé de collège.
Compagne du bédéiste Curd Ridel, elle participe à ses albums comme coloriste. Avec leurs deux enfants, ils vivent à Bouzigues dans l'Hérault.